# Gips V

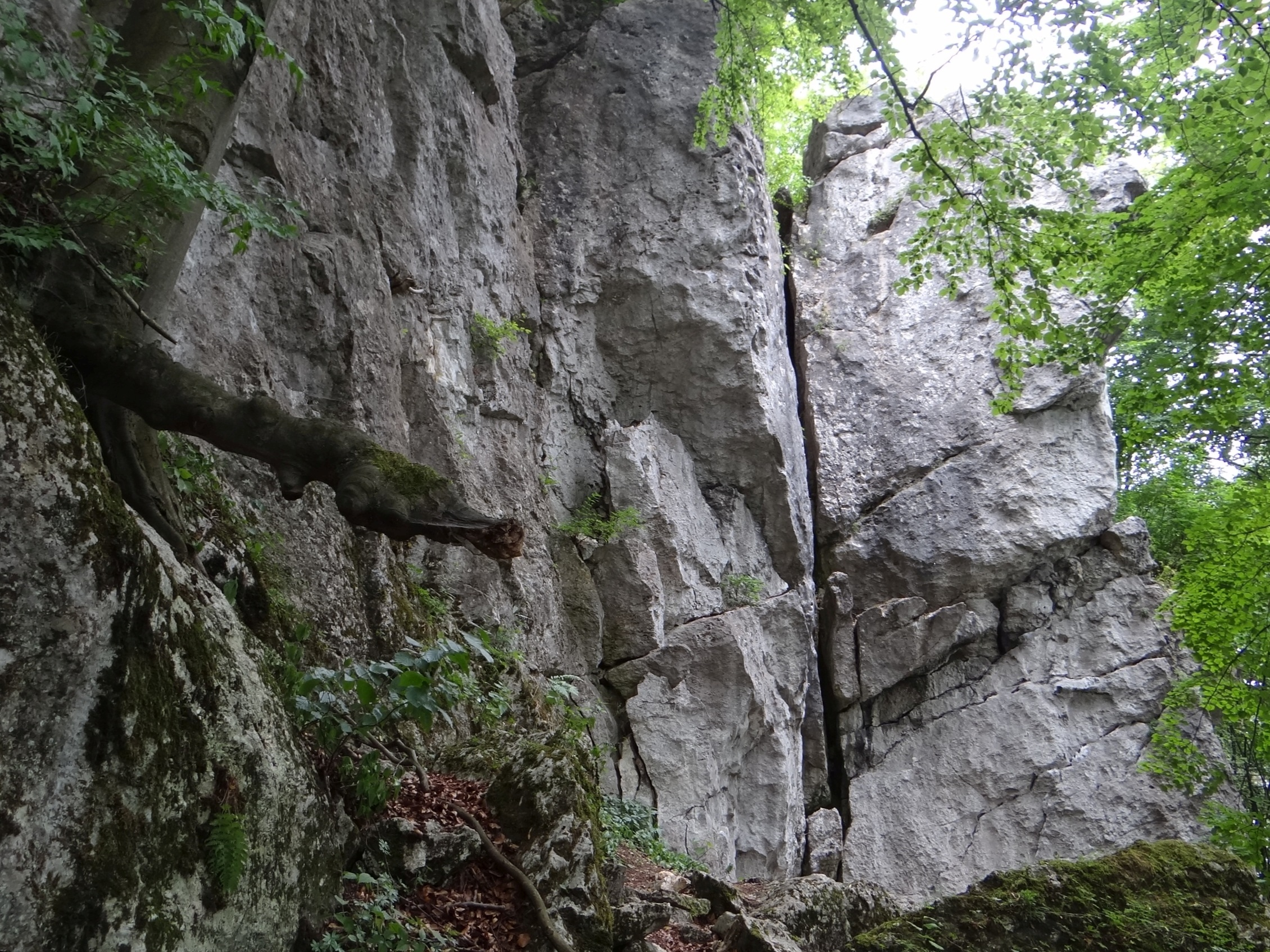
Skała Gips IV i Gips V (ostrzelona turnia). Widok od strony wschodniej

Gips V – jedna z kilku skał grupy Gips na wzgórzu Łężec na Wyżynie Częstochowskiej. Skały te znajduje się na północnych stokach wschodniej części wzgórza, w obrębie miejscowości Morsko w województwie śląskim, w powiecie zawierciańskim w gminie Włodowice i zaliczane są do grupy Skał Morskich.
Skały Gipsu tworzą dość nieregularnie rozrzucony po lesie pas skał o długości około 300 m. Dopiero od 1994 roku stały się obiektem wspinaczki skalnej i rejon ten nie jest jeszcze całkowicie przez wspinaczy wyeksploatowany, nadal istnieje możliwość tworzenia nowych dróg. Skały znajdują się poza szlakami turystycznymi i są dość rzadko odwiedzane przez wspinaczy, co zapewnia wspinaczkę w ciszy oraz w cieniu. Skała Gips V to strzelista turnia przylegająca od północnej strony do skały Gips IV(oddzielona jest od niej tylko wąskim pęknięciem). Zbudowana jest z twardych wapieni skalistych, ma ściany połogie, pionowe lub przewieszone o wysokości około 15 m. Do 2019 roku na jej ścianach i szczelinie poprowadzono 8 dróg wspinaczkowych o trudności od V do V.5 w skali polskiej. Pięć z nich ma zamontowane stałe punkty asekuracyjne; ringi (r) i stanowiska zjazdowe (st), na drogach nr 1. 4 i 7 wspinaczka tradycyjna (trad).

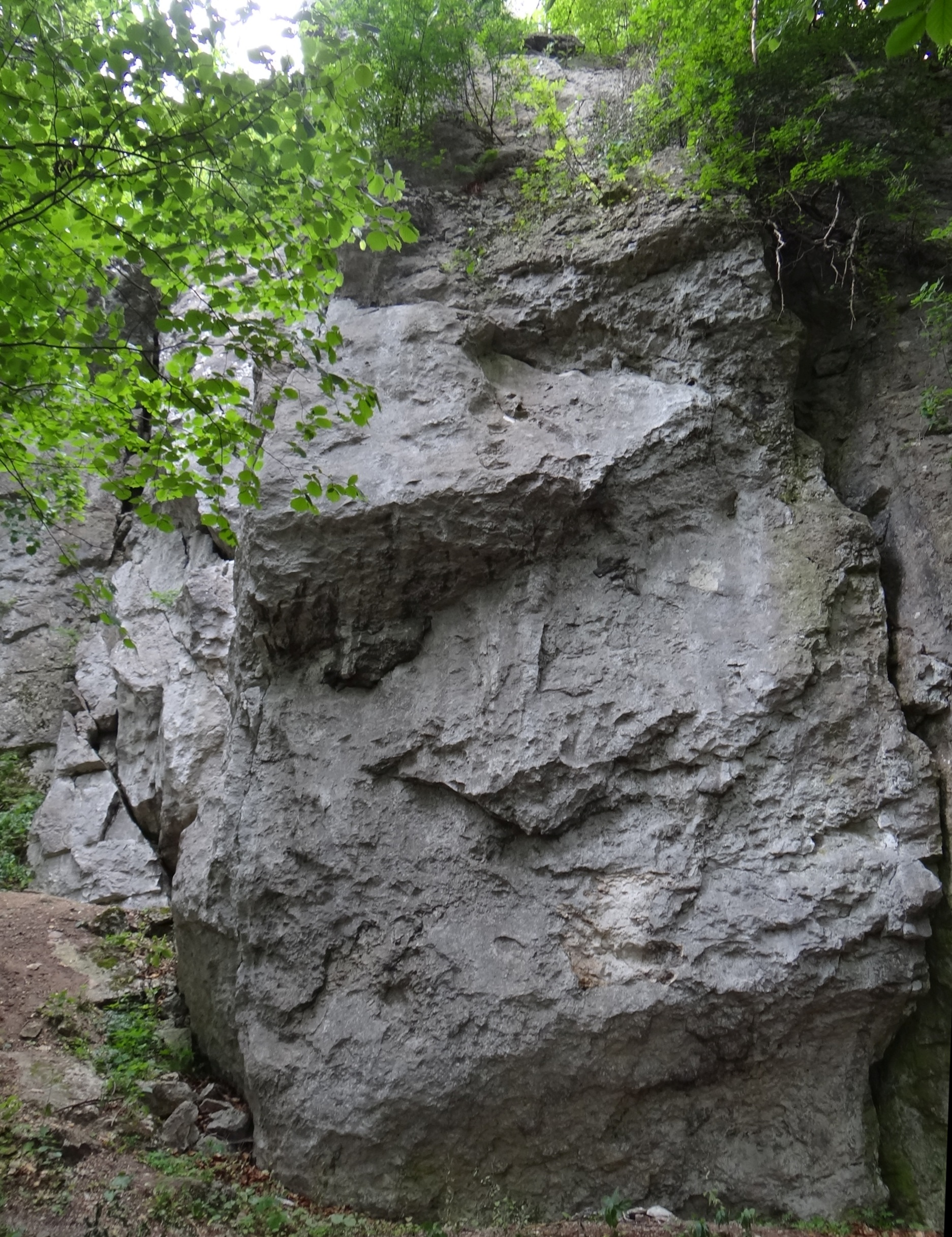
Gips V od strony zachodniej

## Drogi wspinaczkowe
1. Bez nazwy V, 16 m (trad),
2. Misja szczurów VI.2+, 16 m (5r+st),
3. Nie-byt VI+/1, 15 m (7r+st),
4. Rysa Zawady V, 16 m (trad),
5. Uniesie nas wiatr VI.4+/5, 18 m (7r+st),
6. Byczy drobiazg VI.3+/4, 18 m (5r+st)
7. Drobny byk VI.3, 18 m (4r+st),
8. Cięty filar VI.2, 18 m[1].